# Sergej Grigor'evič Stroganov
Conte Sergej Grigor'evič Stroganov, in russo Сергей Григорьевич Строганов? (San Pietroburgo, 8 novembre 1794 – San Pietroburgo, 22 marzo 1882), è stato un generale russo.

## Biografia
Era il figlio maggiore del barone Grigorij Aleksandrovič Stroganov (1770-1857), e di sua moglie, la principessa Anna Sergeevna Trubeckoj (1765-1824). Ricevette un'ottima educazione a casa, al palazzo Stroganov.

## Carriera
Dopo la laurea intraprese la carriera militare. Il 12 giugno 1811 venne nominato ufficiale con il grado di praporščik. Prese parte alle guerre napoleoniche dove, l'11 giugno 1812, fu promosso a sottotenente, in seguito alla battaglia di Mosca e il 18 ottobre 1813, durante la battaglia di Lipsia, a capitano.
Dopo la partenza di Napoleone per l'isola d'Elba, il conte rimase nella capitale francese (1814-1815), dove visitò musei, palazzi e studiò varie collezioni d'arte.
Di ritorno in Russia, con il grado di tenente della guardia russa, Stroganov fu nominato aiutante di campo del barone Ferdinand von Wintzingerode. Nel 1815, si stabilì a Mosca, dove rimase fino al 1860. Il 24 giugno 1816, durante il suo trasferimento al reggimento degli ussari della Guardia Imperiale di Sua Maestà, fu elevato al grado di capitano tenente.
Il 12 dicembre 1817, con il grado di capitano, venne nominato aiutante di campo dell'imperatore Alessandro I. Cinque anni più tardi fu promosso a colonnello.
Venne nominato a maggiore generale mentre era impegnato nella guerra contro l'Impero ottomano, prendendo parte alle battaglie di Shoumen e Varna.
Dopo la morte di Alessandro I, divenne aiutante di campo di Nicola I.
È stato, temporaneamente, governatore di Riga (28 marzo-24 settembre 1831), della Bielorussia (24 settembre 1831-23 aprile 1832) e di Mosca (17 aprile-8 settembre 1859).
Nel 1837 venne nominato senatore e il 26 novembre 1852 fu elevato al grado di generale di cavalleria. Dal 1854 al 1855 prese parte alla guerra di Crimea.
Il 26 agosto 1856 entrò nella Camera alta dell'Impero russo.

### Riforme scolastiche e universitarie
Il 31 ottobre 1825, il conte fondò la prima accademia d'arte in Russia. Questa struttura offriva lezioni gratuite a tutti i bambini di talento, indipendentemente dal loro status sociale. L'accademia di disegno, arte e artigianato (ora Università statale moscovita di arti e industria "S. G. Stroganov") nel 1843 divenne un'istituzione statale. Per dodici anni il conte supervisionò questo istituto. Un gran numero di scultori, pittori e architetti si sono diplomati in questa scuola.
Nel 1840, il conte fece una campagna per l'accesso alle università per i membri della borghesia o persone del popolo. Si era anche espresso a favore della limitazione della censura per gli scrittori che considerava troppo rigida. Così nel 1847, dopo un alterco con il reazionario conte Uvarov, ministro dell'istruzione, il conte Stroganov si dimise.
Nel 1860, Alessandro II affidò l'educazione dei suoi figli al conte.

### Archeologia
Stroganov mostrò una vera passione per la storia e l'archeologia. Per più di trent'anni ha ricoperto la carica di presidente della Società di storia e antichità della Russia presso l'Università di Mosca (24 aprile 1837-1874). Inoltre, nel 1859 fondò la Commissione Archeologica. Ogni anno finanziava con i propri fondi spedizioni di scavi archeologici in Crimea, Kerč' e nella Russia meridionale, consentendo così a molti scienziati di approfondire il proprio lavoro. Questi scavi hanno portato alla luce favolosi tesori: l'oro degli Sciti e il tesoro di Kerč', che sono ora in mostra al museo dell'Ermitage di San Pietroburgo. Ha anche finanziato il restauro della Cattedrale di Nostra Signora di Vladimir.
Era anche appassionato di numismatica e collezionava monete e icone antiche. Alla sua morte, lasciò in eredità all'impero russo una favolosa collezione.

## Matrimonio
Sposò la contessa Natal'ja Pavlovna Stroganov (1796-1872), figlia di Pavel Aleksandrovič Stroganov e di Sof'ja Vladimirovna Golicyna. Ebbero sette figli:
- Aleksandr Sergeevič (1818-1864), sposò la principessa Tat'jana Dmitrievna Vasil'čikova, figlia di Dmitrij Vasil'evič Vasil'čikov;
- Anna Sergeevna (1820);
- Pavel Sergeevič (1823-1911), sposò Anna Dmitrievna Buturlina, non ebbero figli;
- Sof'ja Sergeevna (1824-1852), sposò Ivan Petrovič Tolstoj;
- Elizaveta Sergeevna (1826-1895), sposò Aleksandr Vasil'evič Meščerskij;
- Grigorij Sergeevič (1829-1910), sposò la contessa Marija Boleslavovna Potocki, ebbero due figli;
- Nikolaj Sergeevič (1836-1906), sposò la principessa Sof'ja Illarionovna Vasil'čikova, figlia di Illarion Illarionovič Vasil'čikov.

## Morte
Morì nel 1882 a San Pietroburgo. Fu sepolto nel Monastero di Aleksandr Nevskij.